# Medway (folyó)

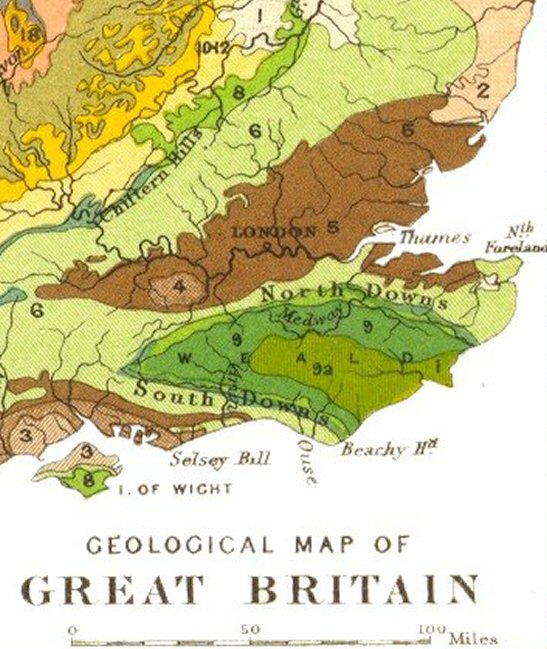
Délkelet-Anglia földtani térképe

A Wealden-antiklinális földtani szelvénye a Temze torkolata (É) és Beachy Head (D) között

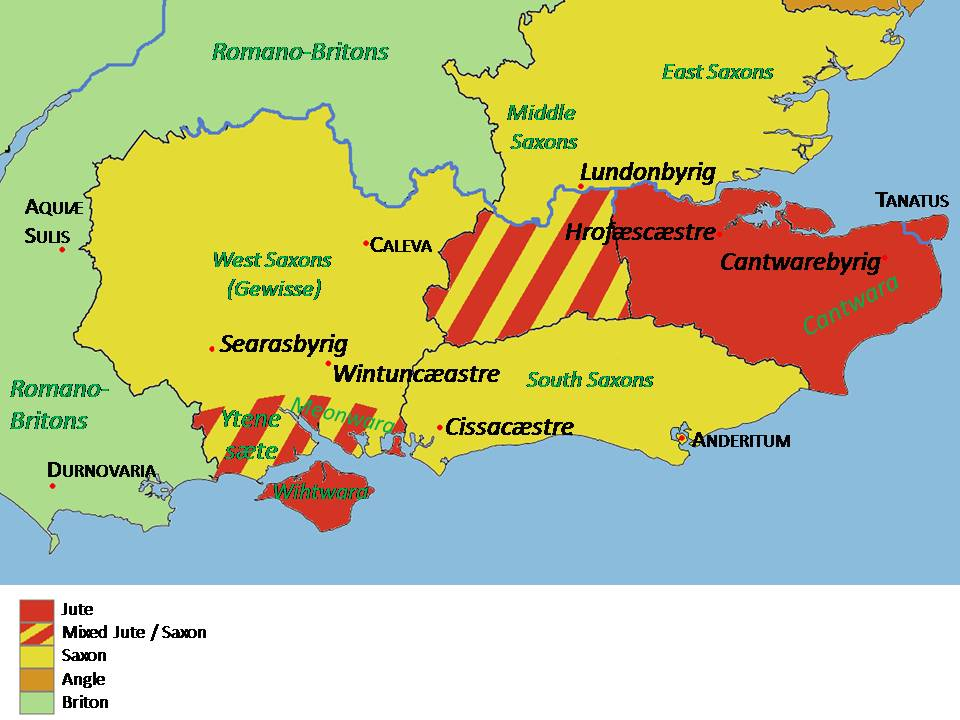
Délkelet-Britannia térképe 575 körül: a jütök letelepedési helyei Beda Venerabilis szerint

A nagy pogány sereg 865–878-as hadjárata

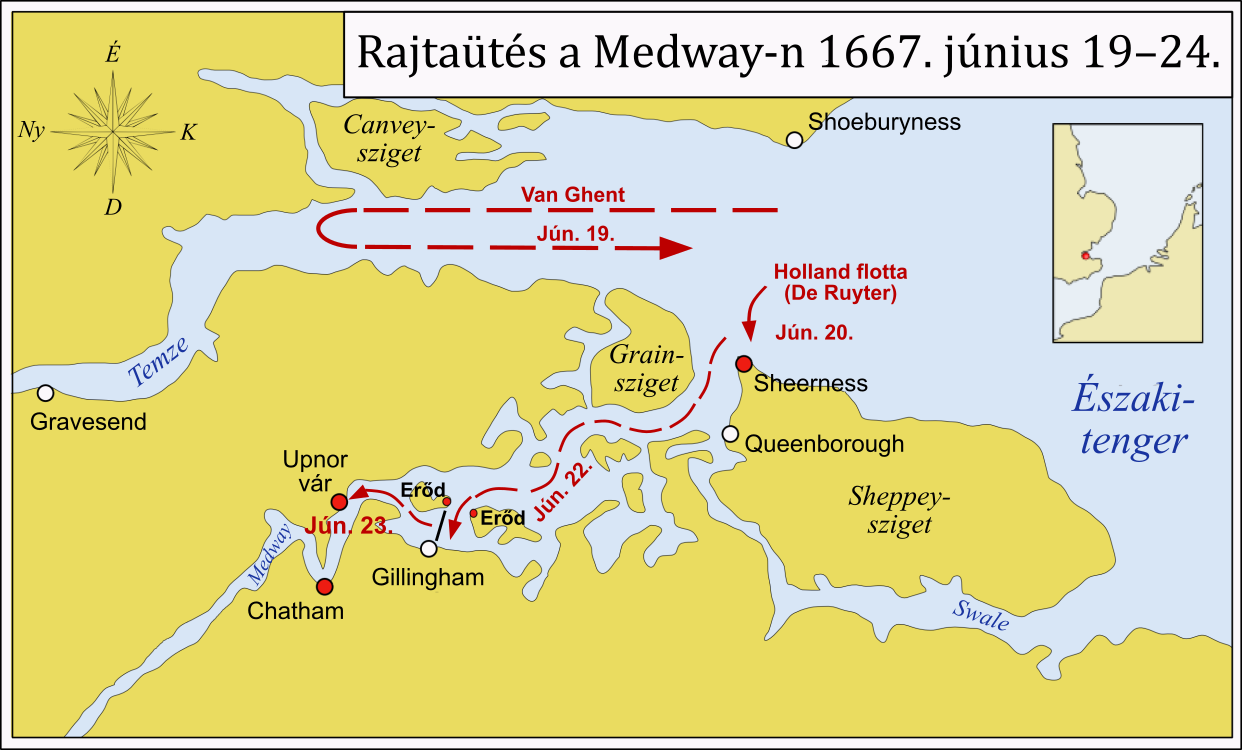
A medway-i rajtaütés

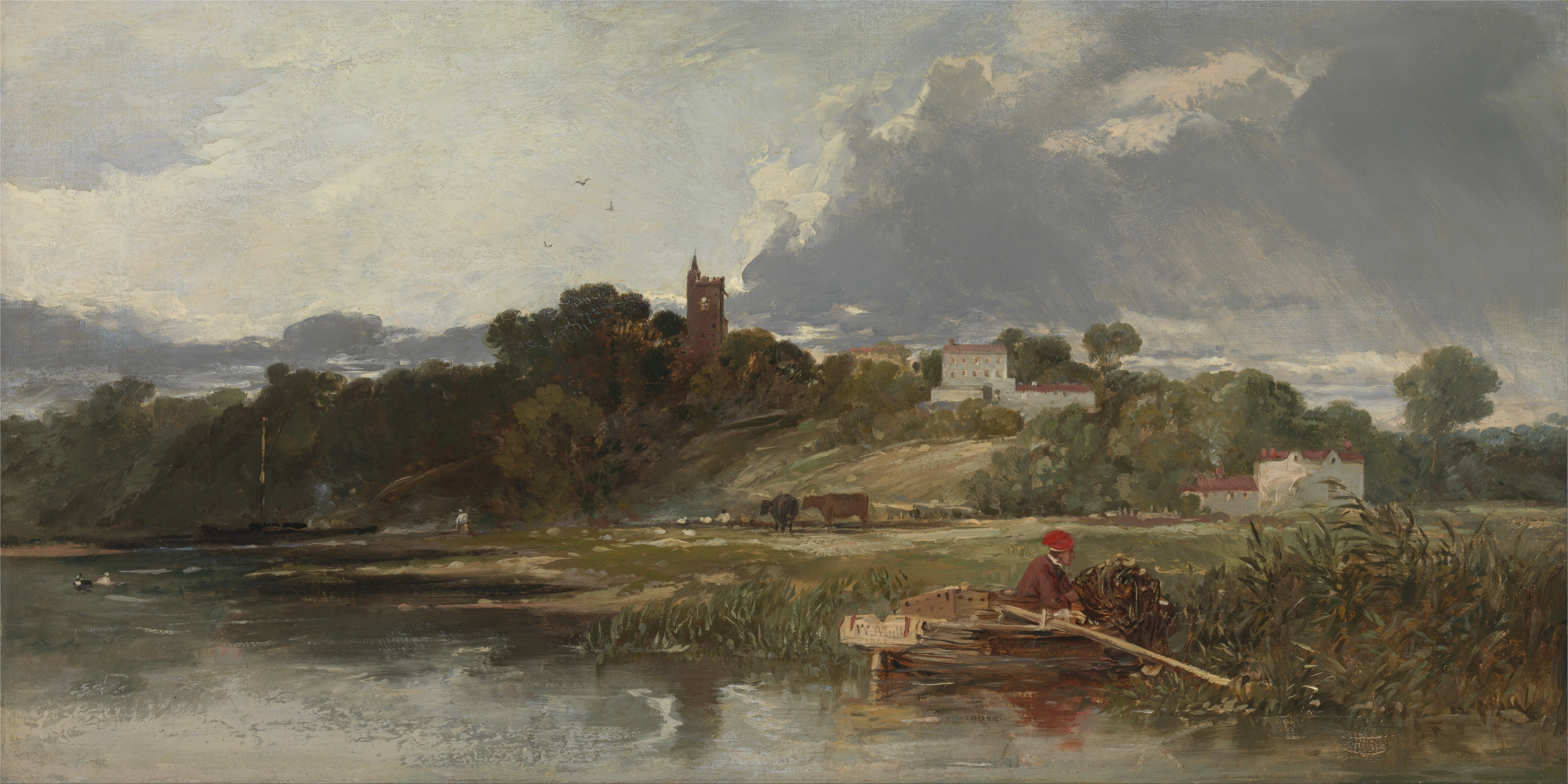
William James Muller (1842): Gillingham a Medway felől

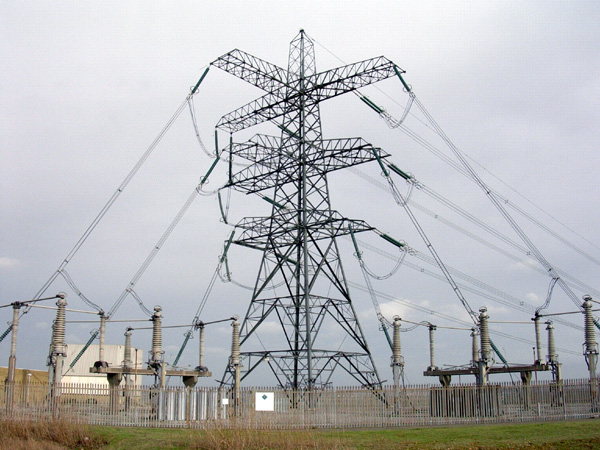
A Medway Kábelalagút déli pilonja

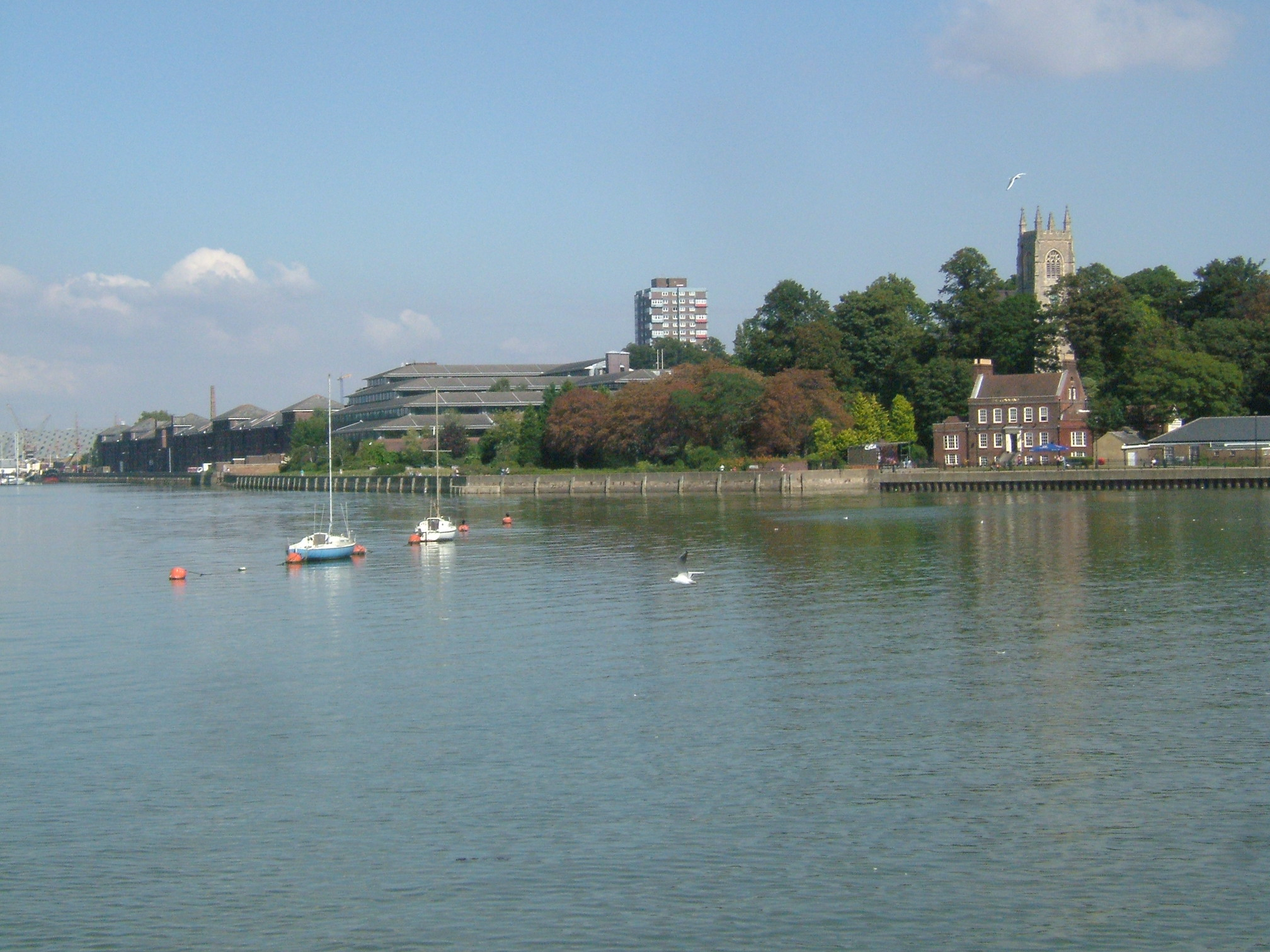
A Medway Chathamnél

A Medway a délkelet-angliai Kent megye (korábban: grófság) legismertebb folyója.

## Természeti földrajza
Kelet-Sussex Eastbourne kerületében, a K–Ny csapású High Weald dombság Turners Hill nevű dombjának lábánál ered, és folyik onnan nagy kanyarokkal durván északkelet felé, egyebek közt Tonbridge-en és Maidstone-on át. Útközben áttöri a North Downs dombság vonulatát. Teljes vízfelülete 2435 km² (Révai).
Torkolatának helyét többé-kevésbé önkényesen határozzák meg — ha ugyanis a tölcsértorkolat hirtelen erősen kiszélesedő és szigetekkel tarkított, brakkvizű szakaszát már nem a folyó részének, hanem az Északi-tenger öblének tekintjük, akkor a hivatalos adatnál sokkal rövidebb folyó torkolata Stroodnál, illetve Strood és Rochester között van, és egyértelműen nem a Temze tölcsértorkolatába, hanem közvetlenül az Északi-tenger]be ömlik. „Hivatalos” hossza 110 km.
Vízhozama erősen ingadozó. Testonnál
- a 0,43 m³/s-os minimumot 1978. augusztus 24-én mérték,
- az 58,6 m³/s-os maximumot pedig 1968. szeptember 16-án.

Fontosabb mellékvizei:
- baloldali mellékfolyók:
  - Eden,
  - Bourne
  - Wateringbury Stream
  - East Malling Stream
- jobboldali mellékfolyók:
  - Teise
  - Beult
  - Loose Stream
  - Len

### Környezetének földtani felépítése
A Wealden-antiklinális tengelyében ered, és egyre fiatalabb üledékeken át tör a tenger felé.

### Talajai
Az ártéren kialakult öntéstalaj rendkívül termékeny. Gyümölcsösei és komlóligetei miatt a völgyet gyakran nevezik „Anglia kertjének”.

## Kialakulása
A legutóbbi eljegesedés (Würm-glaciális) idején a Világóceán szintje kb. 120 méterrel volt a mostani alatt. A jelenlegi Északi-tenger és La Manche helyén szárazföld volt, amit nagyrészt jégtakaró borított. Ennek visszahúzódásával alakult ki az ős-Temze és annak jobboldali mellékfolyójaként a Medway. Kb. 7000 éve (enwiki: Thanet District) emelkedett meg a tengerszint annyira, hogy a víz elborítsa a mai Északi-tengert; ekkor kezdett a Temze és a Medway alsó folyása tölcsértorkolattá alakulni. A torkolat Északi-tenger abráziója miatt folyamatosan hátrál.

## Története
A terület már a paleolitikum óta lakott, erről tanúskodnak a Swanscombe kőbányaiban talált leletek. Az ún. medwayi megalitokat az újkőkorszak idején húzták fel. Gazdag leletanyag került elő a bronzkorból, a vaskorból és a Római Birodalom idejéből.
A vaskorban a környéket a „regnenses” néven ismert kelta törzsek lakták. Julius Caesar i. e. 55-ben szállt partra csapataival. Caesar több csatában legyőzte a keltákat, és hídfőt épített ki a déli partvidéken. Ezután előrenyomulása megakadt, és a Dél-Angliát magában foglaló Britannia provinciát csak i. sz. 43-ban alapította meg Claudius császár. Rochesternél hidat vertek a folyón és a várost fallal vették körül (Világjárók).
A 4./5. század fordulójától a légiókat több ütemben kivonták, és 600-ra minden síkvidéki területet germán törzsek hódítottak meg.
Beda Venerabilis krónikája (2. kötet) szerint az 5. század közepén már egy Vortigern nevű briton király uralkodott Kentben és vidékén. Túlerőben támadó ellenségei ellen a jütöktől kért támogatást, és jutalmul a segítségére érkező Hengist és Horsa testvérpárnak adta a szigetet; a jütök innen később nyugat felé terjeszkedtek (enwiki: Isle of Thanet).
Kent pogány királyát, Æthelberhtet 596-ban térítette keresztény hitre Canterburyi Szent Ágoston. A királyságban ezután egész sor kolostort alapítottak, Rochester lett Anglia második püspökségének központja. A kolostorokbean felhalmozott kincsek valósággal vonzották a viking fosztogatókat. Nagy rajtaütés volt 851–852-ben és 854–855-ben A legnagyobb dúlást a nagy pogány sereg (nagy viking sereg, Great Heathen Army) 865–878-as hadjárata hozta.
A Brit Királyi Haditengerészet először 1547-ben használta a folyót. I. Erzsébet (1558–1603) uralkodása alatt kis dokk épült Chathamben. 1618-ra Chathamtől lefelé egyre-másra épültek a raktárak, (száraz)dokkok és a hivatalnokok házai.
A 17. században kiéleződtek a britek ellentétei a hollandokkal és a franciákkal; ennek következménye lett a század második felében a három angol–holland háború. A második háborút gyakorlatilag a holland flotta 1667-ben végrehajtott medway-i rajtaütése zárta le; ezután a hasonló esetek elkerülésére partvédő erődöket építettek.
A 18. századi Franciaország elleni háborúk idején a medway-i hadikikötő vált a holland és francia partok mentén bevethető flotta fő bázisává. Amikor a fő hadszíntérré az Atlanti-óceán vált, ezt a szerepet Portsmouth és Plymouth vette át, Chatham pedig a hajók építésére és javítására tért át. A hely katonailag továbbra is fontos maradt, ezt mutatja az is, hogy az Ordnance Survey első térképe (amelyet 1801-ben adtak ki) Kent 1 inch/mérföld léptékű térképe volt. A György-kori haditengerészeti épületek közül sok ma is áll.

## Gazdasága
Alsó folyásának városait:
- Gillinghamet,
- Rochestert,
- Chathamet és
- Stroodot

a Medwey Towns városias agglomeráció fogja össze, összesen 210 000 lakossal.
A hadikikötőnek köszönhetően az ipar fő ágazata sokáig a hajóépítés és -javítás volt. A dokkokat a 20. század második felében bezárták, ami a térségben jelentős munkanélküliséget okozott (Világjárók).
A mezőgazdaság hagyományos terméke a  komló. A 20. században a zöldség- és gyümölcstermesztés vált meghatározóvá.

## Közlekedése
Legfeljebb 41 brt-s hajók számára a folyó alsó 85 km-e hajózható (Révai). 1746-ig hajóval csak csak Maidstone-ig juthattunk; a Maidstone-t tovább Leigh-vel összekötő csatornát 1828-ban ásták ki. A hajózhatóságot 11 zsilip biztosítja; ezek közül a legalsót 1792-ben helyezték üzembe Allingtonnál. Csónakokkal egészen Penshurstig járható.
A Rochesterben, 1963-ban átadott hidat 2003-ban kiszélesítették. Az ugyancsak 2003-ban átadott vasúti híd 1300 m hosszú.
Az 1996-ban átadott Medway alagút Gillinghamet és Stroodot köti össze.
A 2017-ben Hallingnál épült híd az A228 utat vezeti át.
Tonbridge környékén három további híd vezeti át az A21 utat, az A227 utat, illetve a vasutat.
A tölcsértorkolatban (illetve öbölben) található Grain-szigetet 1700 m hosszú, 2,54 m átmérőjű kábelalagút köti össze a szárazfölddel.

## Fordítás
Ez a szócikk részben vagy egészben  a   River Medway című angol Wikipédia-szócikk ezen változatának fordításán alapul.  Az eredeti cikk szerkesztőit annak laptörténete sorolja fel. Ez a jelzés csupán a megfogalmazás eredetét és a szerzői jogokat jelzi, nem szolgál a cikkben szereplő információk forrásmegjelöléseként.